# Почесні громадяни Севастополя
Почесний громадянин Севастополя — почесне звання, що прижиттєво присвоюється на знак визнання видатних заслуг громадян перед містом Севастополем, заохочення діяльності, що сприяє його звеличенню і процвітанню з урахуванням історичної традиції присвоєння цього звання в минулому і з метою забезпечення наступності поколінь севастопольців. Право присвоєння звання належить виключно Севастопольській міській раді.
Звання може бути присвоєно громадянам України та іноземним громадянам, переважно жителям Севастополя, які зробили видатний внесок у розвиток міста своєю плідною господарською, соціально-економічною, науково-технічною, суспільно-політичною, культурною, військово-патріотичною, спортивною та іншої суспільно-корисною діяльністю, а також особам, які вчинили мужній вчинок при рятуванні життя людей, захисту їх честі та гідності, збереження історичних, культурних та інших матеріальних цінностей міста.

## Почесні громадяни

### Російська імперія
Тема дореволюційного почесного громадянства в місті Севастополі мало досліджена. В ході проведеної протягом декількох років дослідницької роботи по встановленню імен почесних громадян за документами Державного архіву Севастополя, Державного архіву Автономної Республіки Крим та Російського Державного архіву Військово-Морського флоту у Санкт-Петербурзі встановлені і документально підтверджені імена восьми почесних громадян дореволюційного Севастополя.
Звання почесного громадянина міста присвоювалося за рішенням міської думи, проте в силу відразу не вступало. Документ було потрібно «повергнути на Найвищий Його Імператорської Величності погляд». Тільки після схвалення імператором можна було оголошувати представленому про надану йому честь. Звання присвоювалося прижиттєво.
Речовим виразом міської нагороди була папка «з сап'янової шкіри шагрені» шоколадного кольору на муаровому підкладі розміром 9 х 12 вершків (40 х 53 см). У верхньому лівому кутку містилася карбована срібна монограма імені нагороджуваного, повне ім'я посередині виконувалося срібним тисненням, внизу розташовувався емалевий герб міста. Замовлялася така річ, як правило, у петербурзьких майстрів і коштувала досить дорого для того часу (кінця XIX — початку XX століть) — 110—150 рублів. У цю обкладинку вкладався вітальний адрес, який вручався урочисто почесному громадянинові на засіданні міської думи. Портрети почесних громадян прикрашали зал засідань міської думи.
Деякі з почесних громадян не були жителями Севастополя, але кожен з них вніс особистий конкретний внесок у розвиток міста. Це видатні люди своєї епохи, яким, як писали в архівних документах того часу, присвоювали звання «за труди на благо Вітчизни».
Переворот 1917 року скасував інститут почесного громадянства.
| П. І. Б.                      | Портрет | Дати життя                         | Діяльність | Дата присвоєння |
| Тотлебен Едуард Іванович      |         | 20 травня 1818 — 1 липня 1884      | військовий інженер, учасник оборони Севастополя 1854—1855 років.                                                                            | 1866            |
| Кислинський Петро Іванович    |         | 1806—1880                          | комендант Севастополя і виконувач обов'язків військового губернатора в Севастополі, учасник оборони Севастополя 1854—1855 років.            | 16 травня 1873  |
| Перелешин Павло Олександрович |         | 27 червня 1821—1901                | перший градоначальник Севастополя, учасник оборони Севастополя 1854—1855 років.                                                             | 1 травня 1875   |
| Казі Михайло Ілліч            |         | 23 жовтня 1839 — 6 липня 1896      | міський голова Севастополя з 1873 по 1876 рік.                                                                                              | 1 травня 1875   |
| Ріхтер Оттон Борисович        |         | 1 серпня 1830 — 2 березня 1908     | генерал від інфантерії, начальник 13-ї піхотної дивізії, яка квартирувала в Севастополі, член Державної Ради.                               | 1884            |
| Богданович Євген Васильович   |         | 26 лютого 1829 — 1 жовтня 1914     | генерал від інфантерії, староста Ісаакіївського собору і почесний член правління Ісаакіївського братства в Санкт-Петербурзі.                | 1 липня 1903    |
| Толстой Лев Миколайович       |         | 9 вересня 1928 — 20 листопада 1910 | Учасник оборони Севастополя 1854—1855 років, письменник.                                                                                    | 27 серпня 1908  |
| Григорович Іван Костянтинович |         | 26 січня 1853 — 3 березня 1930     | морський міністр Російської імперії, учасник російсько-турецької війни 1877—1878 років, російсько-японської війни та першої світової війни. | 22 жовтня 1916  |

### Радянський період
На початку 1960-х років з присвоєнням високого звання почесного громадянина Севастополя першому космонавтові планети — Юрію Олексійовичу Гагаріну, почалося відродження традицій почесного громадянства, яке було скасоване після Жовтневого перевороту. За роки радянської влади звання «Почесний громадянин міста-героя Севастополя» були удостоєні 19 чоловік, серед яких люди різних професій — військові та будівельники, робітники і службовці, поети і драматурги.
| П. І. Б.                        | Портрет                                           | Дати життя                         | Діяльність | Дата присвоєння |
| Гагарін Юрій Олексійович        |                                                   | 9 березня 1934 — 27 березня 1968   | перший у світі космонавт, Герой Радянського Союзу. | 15 квітня 1961  |
| Титов Герман Степанович         |                                                   | 11 вересня 1935 — 20 вересня 2000  | радянський космонавт, друга людина в космосі, Герой Радянського Союзу. | 14 вересня 1961 |
| Борисов Борис Олексійович       |                                                   | 1 лютого 1903 — 8 березня 1981     | персональний пенсіонер союзного значення. | 25 жовтня 1967  |
| Октябрський Пилип Сергійович    |                                                   | 23 жовтня 1899 — 8 липня 1969      | адмірал, Герой Радянського Союзу. | 25 жовтня 1967  |
| Табачний Геннадій Матвійович    |                                                   | 31 серпня 1912 — 14 липня 1971     | Герой Соціалістичної Праці. | 25 жовтня 1967  |
| Чурсін Серафим Євгенович        |                                                   | 27 грудня 1906 — 15 грудня 1985    | адмірал. | 21 вересня 1973 |
| Саріна Антоніна Олексіївна      |                                                   | 6 серпня 1903 — 18 вересня 1997    | учасник оборони Севастополя 1941—1942 років, персональний пенсіонер, голова історичної комісії при міськкомі КПУ. | 21 вересня 1973 |
| Горшков Сергій Георгійович      |                                                   | 26 лютого 1910 — 13 травня 1988    | радянський військовий діяч, адмірал Флоту Радянського Союзу, двічі Герой Радянського Союзу. | 6 травня 1974   |
| Савицький Євген Якович          |                                                   | 24 грудня 1910 — 6 квітня 1990     | двічі Герой Радянського Союзу, маршал авіації, Заслужений військовий льотчик СРСР, учасник відвоювання Севастополя. | 6 травня 1974   |
| Провалов Костянтин Іванович     |                                                   | 11 червня 1906 — 10 грудня 1981    | Герой Радянського Союзу, один з командирів — керівників відвоюваня Севастополя. | 6 травня 1974   |
| Кошовий Петро Кирилович         | Герой Радянського Союзу · Герой Радянського Союзу | 21 грудня 1904 — 30 серпня 1976    | двічі Герой Радянського Союзу, маршал Радянського Союзу, головнокомандувач Групи радянських військ у Німеччині. | 6 травня 1974   |
| Лавриненков Володимир Дмитрович | Герой Радянського Союзу · Герой Радянського Союзу | 17 травня 1919 — 14 січня 1988     | двічі Герой Радянського Союзу, генерал-полковник авіації. | 6 травня 1974   |
| Пирогов Роман Антонович         |                                                   | 30 вересня 1896 — 17 грудня 1992   | учасник оборони Севастополя 1941—1942 років, відновлення Севастополя в 1944 році, персональний пенсіонер союзного значення. | 6 травня 1974   |
| Ребров Євген Андрійович         |                                                   | 15 лютого 1928 — 2 жовтня 2002     | Герой Соціалістичної Праці, Заслужений будівельник УРСР. | 6 травня 1974   |
| Байда Марія Карпівна            |                                                   | 1 лютого 1922 — 30 серпня 2002     | Герой Радянського Союзу, захисниця Севастополя в роки радянсько-німецької війни. Після закінчення війни майже тридцять років очолювала міський відділ РАГСу. | 16 червня 1976  |
| Геловані Арчил Вікторович       |                                                   | 27 листопада 1915 — 19 серпня 1978 | Заслужений будівельник РРФСР, маршал інженерних військ СРСР, заступник Міністра оборони СРСР. | 16 червня 1976  |
| Папанін Іван Дмитрович          |                                                   | 26 листопада 1894 — 30 січня 1986  | двічі Герой Радянського Союзу, контр-адмірал, доктор географічних наук. | 20 грудня 1979  |
| Багринцев Микола Васильович     |                                                   | *1 грудня 1937                     | Герой Соціалістичної Праці, бригадир Трубозгинальники севастопольського морського заводу імені С. Орджонікідзе, де пропрацював 47 років (до червня 2002 року, у тому числі дев'ять років будучи на пенсії). Нині пенсіонер, член комісії Севастопольської міськради з питань присвоєння звання «Почесний громадянин міста-героя». | 11 червня 1987  |
| Асадов Едуард Аркадійович       |                                                   | 7 вересня 1923 — 21 квітня 2004    | учасник відвоювання Севастополя в 1944 році, поет, член Спілки письменників СРСР. | 21 червня 1989  |

### Україна
Після утворення нових незалежних держав на території колишнього Радянського Союзу до присвоєння почесного звання в Севастополі повернулися в 2000 році, коли міська Рада своїм рішенням № 512 від 21 квітня 2000 року Про відновлення звання «Почесний громадянин міста-героя Севастополя» затвердила Положення про звання та порядок його присвоєння.
| П. І. Б.                     | Портрет | Дати життя                          | Діяльність | Дата присвоєння  |
| Градов Петро Михайлович      |         | 10 лютого 1925 — 4 вересня 2003     | поет, автор збірок віршів і пісень, зокрема пісні «Легендарний Севастополь», що стала гімном Севастополя. | 6 жовтня 2000    |
| Селіванова Ніна Федорівна    |         | 17 жовтня 1926 — 8 грудня 2005      | близько 20 років була головою Балаклавського райвиконкому, багато зробила для розвитку сільської зони, зокрема села Орлиного, і Балаклави. | 27 вересня 2001  |
| Кучма Леонід Данилович       |         | * 9 жовтня 1938                     | Президент України в 1994—2005 роках. Під його патронатом відновлений собор святого Володимира в Національному заповіднику «Херсонес Таврійський». Ініціатор газифікації Північної сторони і Інкермана, відкриття комплексу «Аеропорт Бельбек» та об'їзної дороги через Інкерман. За його дорученням побудований житловий 202-квартирний будинок для українських військовослужбовців.                                                                                              | 12 грудня 2002   |
| Колядін Віктор Іванович      |         | 2 червня 1922 — 6 листопада 2008    | Герой Радянського Союзу, Заслужений військовий льотчик СРСР, генерал-майор авіації. У 1980-ті роки працював в Гагарінському райвиконкомі. | 11 травня 2004   |
| Заіка Іван Іванович          |         | 2 березня 1918 — 3 січня 2009       | учасник оборони Севастополя 1941—1942 років, командир 54-ї батареї берегової оборони. | 11 травня 2004   |
| Рогачев Петро Михайлович     |         | 22 вересня 1920 — 27 листопада 2006 | ветеран радянсько-німецької війни, Заслужений працівник культури України. | 7 листопада 2006 |
| Чиж Станіслав Олександрович  |         | 23 жовтня 1935 — 22 травня 2008     | Народний художник України, скульптор, автор багатьох пам'ятників у Севастополі. | 12 червня 2007   |
| Булах Сергій Романович       |         | * 20 червня 1925                    | ветеран війни і праці, Заслужений та Почесний лісівник України. 36 років життя віддав лісовому господарству, був директором підприємства «Севастопольське дослідне лісомисливське господарство», впроваджував нові технології лісовідновлення. Під його керівництвом було посаджено понад 15 тисяч га нових лісів, в тому числі близько 12 тисяч га в околицях Севастополя — на схилах Сапун-гори, Кара-коби, Федюхіних висот, Мекензієвих гір, Цукрової головки, Ласпі та інших. | 10 червня 2008   |
| Генералов Євген Васильович   |         | * 24 жовтня 1931                    | з 1971 по 1980 рік керував заводом «Парус», з 1980 до 1990 року був головою міськвиконкому. Зробив значний внесок у вирішення питань економічного, соціального та культурного розвитку міста. | 10 червня 2009   |
| Філіппов Анатолій Матвійович |         |                                     | директор ДП «Інкерманський завод марочних вин» |                  |